# NGC 100
NGC 100 è una galassia a spirale a circa 23,7 milioni di anni luce in direzione della costellazione dei Pesci.
Ha una magnitudine apparente nel visibile pari a 11,44 e dimensioni di 4,2 × 0,5 arcominuti. Si presenta di taglio alla vista.
NGC 100 fu scoperta da Lewis Swift il 10 novembre 1885.